# Mike Pettine
Michael A. Pettine, Jr., né le 25 septembre 1966, est un entraîneur de football américain.  Il fut coordinateur défensif des Bills de Buffalo, des Jets de New York, entraîneur des outside linebackers pour les Ravens de Baltimore et entraîneur principal de l'équipe des Browns de Cleveland dans la National Football League (NFL).
Pettine est le fils du célèbre entraîneur d'équipe de high school de football américain Mike Pettine Jr.

## Carrière en tant que joueur
Pettine a joué au poste de  free safety  pour les  Cavaliers de l'Université de Virginie. Il fut diplômé en 1987 après avoir obtenu les honneurs à tout niveau comme quarterback et defensive back par son père à la Central Bucks High School West.

## Carrière d'entraîneur universitaire
Pettine a entraîné pour des équipes de High school de football américain tel que la North Penn High School et la William Tennent High School après avoir travaillé comme assistant d'éducation à l'Université de Pittsburgh (1993-1994). Il a aussi travaillé pendant 4 ans auprès de son père comme assistant d'entraîneur à la Central Bucks High School West. En 1999, la chaîne américaine ESPN, a réalisé un documentaire sur la saison de l'équipe de North Penn, ce documentaire intitulé The Season, suit la rivalité entre les équipes de North Penn et de Central Bucks West (entraîné par le père de Mike Pettine).

## Carrière d'entraîneur en NFL

### Ravens de Baltimore
Pettine a rejoint les Ravens en 2001 et fut promu entraîneur des Outside Linebackers en 2005 quand Rex Ryan est devenu le coordinateur défensif de l'équipe.

### Jets de New York
Pettine devient le bras droit de Rex Ryan en tant que coordinateur défensif, désormais entraîneur-chef des Jets. Mike Pettine a fortement contribué à faire des Jets l'une des meilleures défenses de la saison 2009. Son contrat prit fin en 2012 et quitta la franchise New Yorkaise.

### Bills de Buffalo
Pettine est engagé comme coordinateur défensif pour les Bills de Buffalo le 9 janvier 2013.

### Browns de Cleveland
Pettine est choisi pour être le nouvel entraîneur-chef des Browns de Cleveland le 23 janvier 2014.